# ル・レヴォルテ
『ル・レヴォルテ』(Le Révolté) は、共産主義的リバタリアニズム（自由意思主義）の新聞で、1879年2月22日にスイスのジュネーブで、ピョートル・クロポトキンや、フランソワ・デュマルトレイ、ジョルジュ・エルツィ (Georges Herzig) らによって創刊され、エリゼ・ルクリュやジャン・グラーヴがこれを支援し、1883年にこの新聞の方向性を決定づけた。

## 沿革
創刊号は、2000部印刷された。
1885年4月12日に、拠点をパリへ移した。当時は隔週刊紙で、ようやく1886年5月15日付から週刊紙になった。
1887年9月3日に、無許可で宝くじを運営したとして告発され、同紙は罰金を回避するために紙名を変え、9月17日付から『ラ・レヴォルト』 (La Révolte) となった。フランス語で「le révolté」は「反抗者」を意味するが、「la révolte」は「反抗」「反乱」などの行為を意味する。
改題された後の新聞は、1894年3月10日付を最後に姿を消した。

## その後の同名紙
1908年から1914年にかけて、ブリュッセルで同じ紙名の新聞が、「少なくとも毎月1回以上刊行されるアナキズム宣伝のための機関誌 (Organe de propagande anarchiste paraissant au moins une fois par mois)」として刊行された。自由意思主義共同体レクスペリエンス (L'Expérience) の定期刊行物であった同紙には、ライモン・カルマン、フランシスコ・フェレール、ヴィクトル・セルジュ、ジョルジュ・トナーらが寄稿した。